# Venezianische Freundschaft
Venezianische Freundschaft (Originaltitel: Io sono Li) ist ein italienisch-französisches Filmdrama und Spielfilmdebüt des Dokumentarfilmers Andrea Segre aus dem Jahr 2011 mit Tao Zhao und Rade Šerbedžija. Der Film wurde in Italien gedreht und beschreibt die Liebesgeschichte zweier Menschen aus unterschiedlichen Kulturkreisen.

## Handlung
Die Chinesin Shun Li hat auf der Suche nach einem besseren Leben ihren achtjährigen Sohn in der Heimat zurückgelassen. Sie verschuldete sich, reiste nach Europa und fand als Näherin in einer Textilfabrik in Rom Arbeit. Sie ist sehr fleißig und zuverlässig, was auch ihrem Chef nicht verborgen bleibt. Er leiht sie an einen Subunternehmer in Venedig aus, der an der Lagune in Chioggia eine Osteria betreibt. Dort soll sie für einen unbestimmten Zeitraum arbeiten, um so ihre Schulden abzubezahlen. Shun Li fügt sich ihrem Schicksal und reist dorthin. Sie trifft auf eine andere Chinesin, mit der sie sich ein Zimmer teilt. Die beiden jungen Frauen freunden sich an.
Die Osteria, in der Shun Li arbeiten soll, wird überwiegend von älteren Fischern aus dem Dorf besucht, die sich über sie lustig machen, weil sie ihre Sprache nicht versteht. Lediglich Bepi, der vor 30 Jahren aus Kroatien ausgewandert ist, steht ihr bei und die beiden nähern sich behutsam an. Ihr gemeinsames Interesse liegt in der Dichtung. Shun Li erzählt ihm von ihrer Heimat, in der ein „Fest des toten Dichters“ gefeiert wird und ihm zu Ehren rote Laternen auf dem Wasser angezündet werden. 
Bepi nimmt sie eines Tages mit  in seine kleine Fischerhütte, die inmitten der Lagune liegt. Shun Li erzählt ihrer Kollegin von dem Treffen und der Bekanntschaft zu Bepi. Sie rät ihr, die Beziehung dringend zu beenden, da der Subunternehmer keine privaten Kontakte dulde. Und auch Bepi wird von den übrigen Fischern bedrängt und sogar zusammengeschlagen. Sie glauben, dass die junge Chinesin nur hinter seinem Geld her ist. Schließlich werden die beiden getrennt, als Shun Li an einen anderen Arbeitsort geschickt wird.
Einige Monate später arbeitet Shun Li erneut in einer Bekleidungsfabrik, als urplötzlich ihr Sohn in der Fabrikhalle steht. Sie freut sich sehr über das unverhoffte Wiedersehen, ist aber ratlos, wer ihrem Sohn die Reise bezahlt hat. Um dies herauszufinden, fährt sie erneut nach Venedig. Sie erfährt, dass ihre damalige Arbeitskollegin den Flug finanziert hat und nun verschwunden ist. Bepi ist mittlerweile verstorben. Mit Hilfe eines Fischers erfüllt Shun Li Bepi’s letzten Wunsch und zündet seine Fischerhütte in der Lagune an.

## Kritik
Das Kinoportal kino.de lobt das realistische Bild, das Segre von den „durchorganisierten Betrieben chinesischer Geschäftsmacher“ zeichnet. Das Portal lobt die „nüchterne und leise“ Schilderung der Zustände, die gleichzeitig „auch kleine, tief berührende Wunder und anonyme Wohltaten“ erlaubt.
3sat fällt ein ebenso positives Urteil, da der Film „große Themen ganz unaufdringlich und wie nebenbei verhandelt: Menschenhandel und Fremdenfeindlichkeit, Einsamkeit und Identitätssuche.“
Der Focus lobt in seiner Filmkritik das Spielfilmdebüt von Andrea Segre als „eine wunderbar poetische Erzählung über die Macht der Freundschaft“. Der melancholische Film lebe vor allem von seinen beiden „großartigen Hauptdarstellern“.
Auch der Bayerische Rundfunk beurteilt in seiner Rezension Segres Inszenierung als ein wunderschön gefilmtes Drama, das mit ruhigen Bildern von der Freundschaft zweier Menschen erzähle. In den melancholischen Bildlandschaften der winterlichen Kulisse wirke „jede Einstellung fast wie gemalt“. Die „graue, diesige Atmosphäre“ strahle jedoch keine Depression aus, sondern „eine Verbundenheit mit den Elementen“. Mit leisen Tönen werde die globale Welt anhand zweier Individuen zugleich kritisch und dramatisch veranschaulicht.
Die Süddeutsche Zeitung lobt vor allem die Regiearbeit Andrea Serges, die den beiden Hauptdarstellern viel Raum lasse, damit sie „gemeinsam Sätze formen und Bewegungen finden“, um den Zuschauer die Einsamkeit spüren zu lassen, die die beiden Fremden im touristenverlassenen Venedig miteinander verbinde.